# Palais Alessandri
Pour les articles homonymes, voir Alessandri.
Le palais Alessandri (en italien : Palazzo degli Alessandri) qui se trouve Borgo degli Albizzi, dans le centre historique de Florence, est un édifice de style florentin du XIVe siècle.

## Histoire
Le nom du palais est issu de celui des propriétaires de la famille Alessandri, ramification de celle de Albizzi (XIVe siècle).
Le palais est incendié et saccagé en 1348 lors de la révolte des Ciompi et restauré au XVe siècle.
Au cours de la seconde moitié du Settecento, Cosimo Alessandri fait restructurer et agrandir le palais, surtout dans ses annexes.
En 1855 l'architecte Giuseppe Poggi s'occupe de la restauration du palais qui est encore habité aujourd'hui par les descendants de la famille Alessandri.
Antonio Canova a logé au palais pendant ses nombreux séjours à Florence.

## Architecture
L'aspect extérieur à celui du Quattrocento, quand il a été reconstruit à la suite de son incendie et son saccage pendant la révolte des Ciompi en 1348.
Son extérieur est caractérisé au rez-de-chaussée son bossage rustique d'origine (XIVe siècle), avec les « bozze » alignées mais de section irrégulière avec deux portails couronnés d'arcs en ogive et ouvertures avec grilles.
La grande cour intérieure présente une voûte à arc soutenue par des colonnes, ainsi qu'un espace ouvert qui arrive jusqu'à la via Pandolfini.

## Images

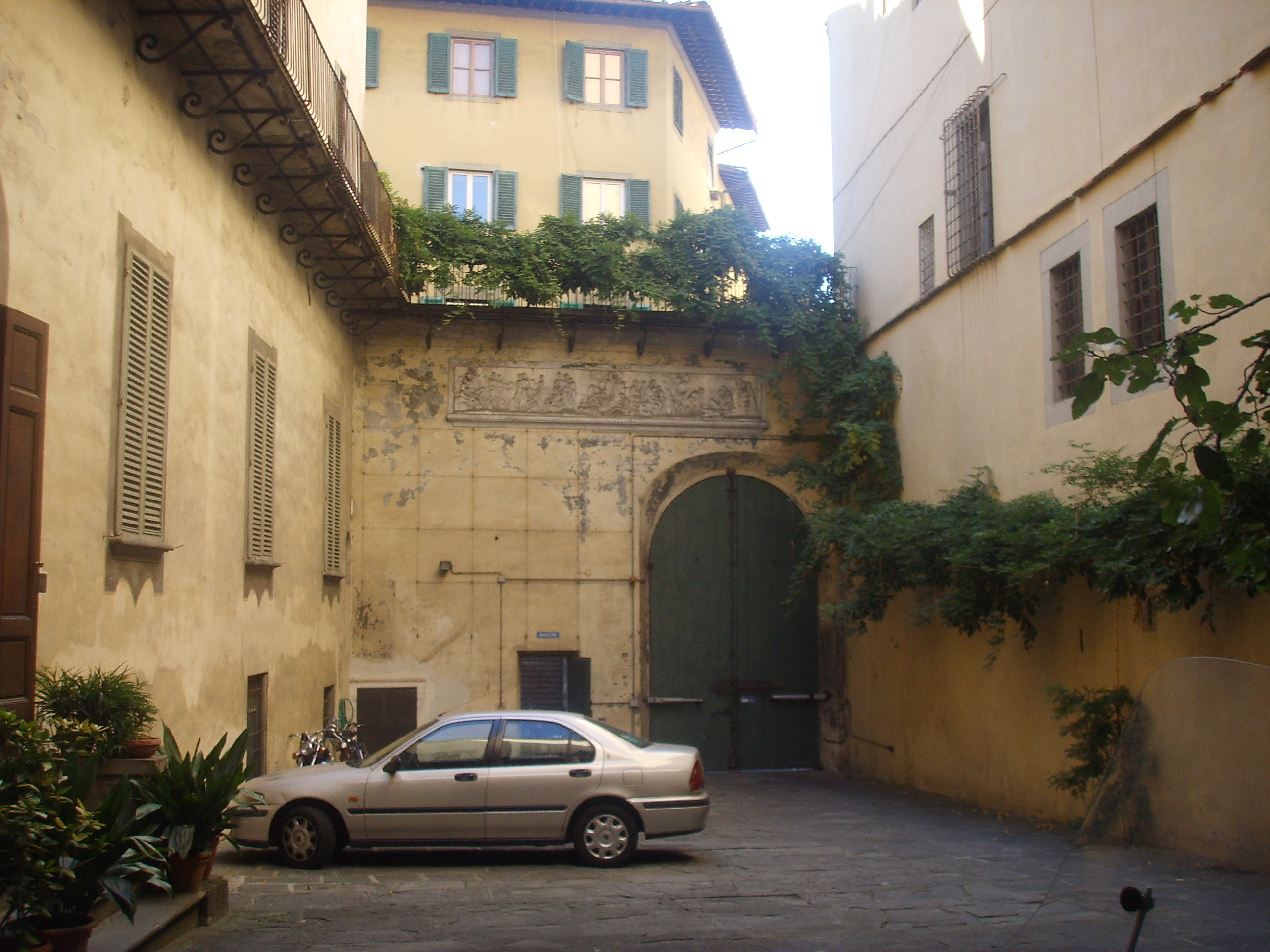
La cour.
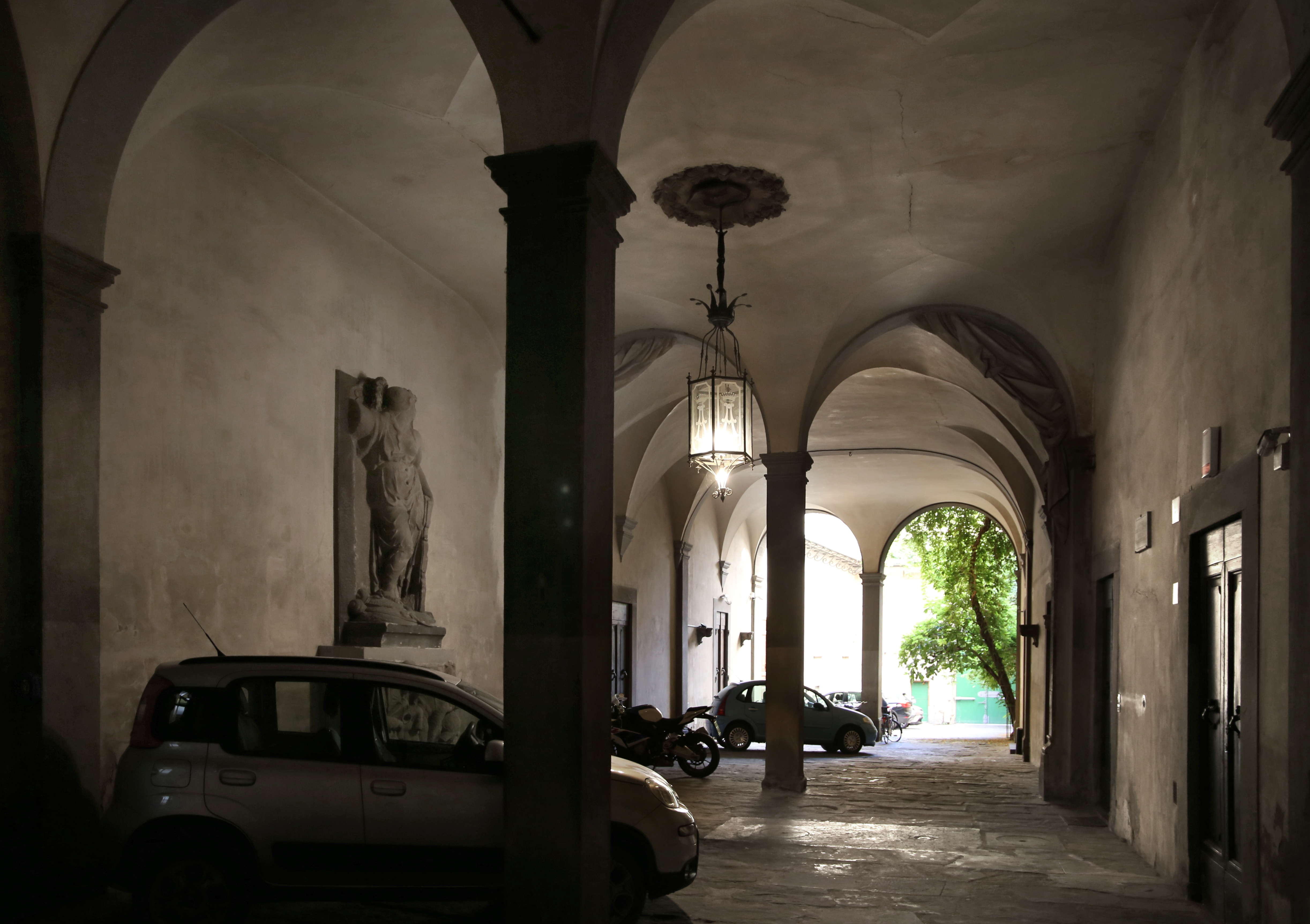
Les voûtes.
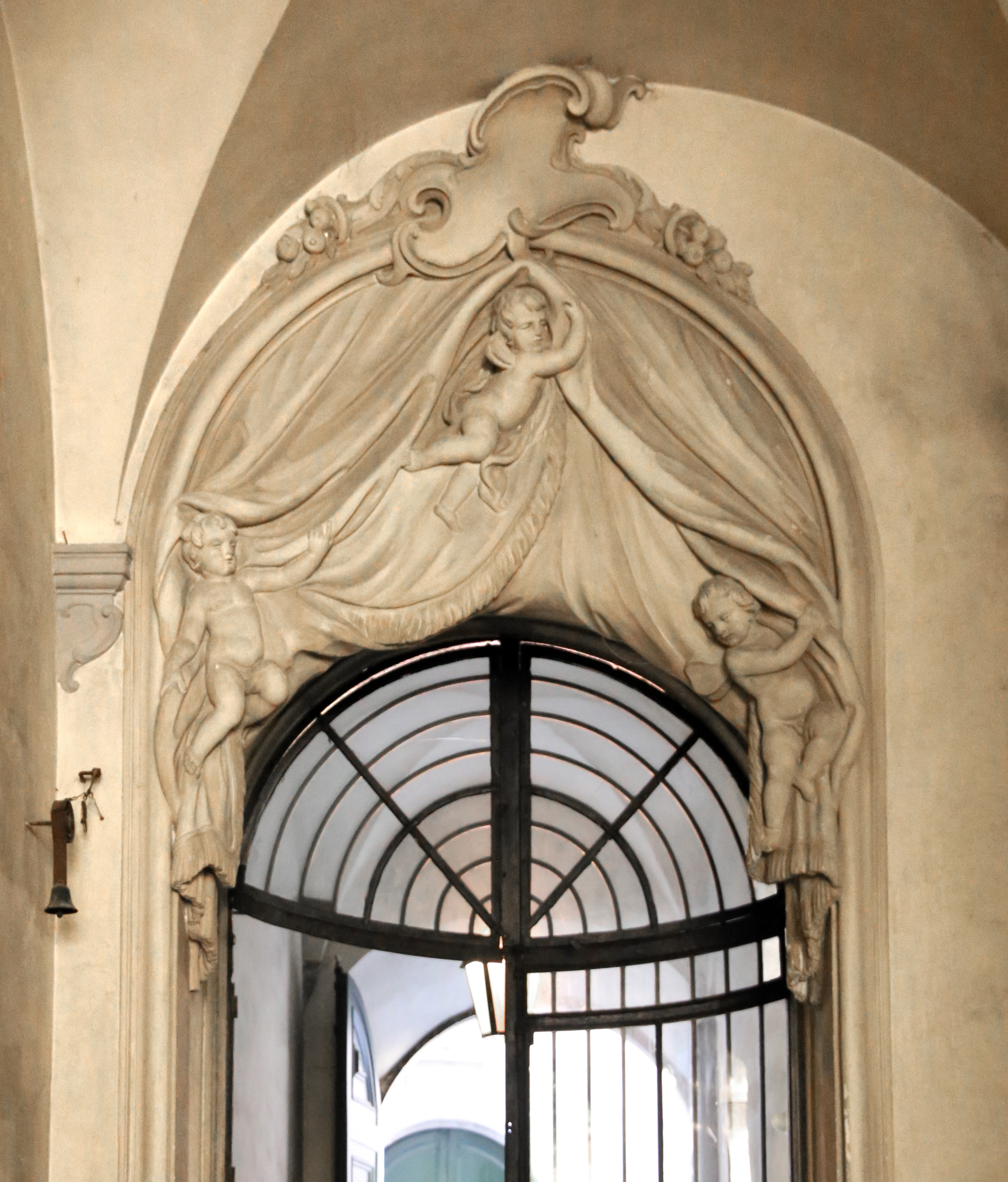
Les stucs.

## Sources
- (it) Cet article est partiellement ou en totalité issu de l’article de Wikipédia en italien intitulé « Palazzo degli Alessandri » (voir la liste des auteurs).